# الجبين (صور)
الجبين هي إحدى القرى اللبنانية من قرى قضاء صور في محافظة الجنوب.
الجبين هي قرية حدودية قريبة من فلسطين المحتلة تبعد عن بيروت حوالي 100 كلم
تحد طيرحرفا - مجدل زون - شيحين - يارين-ظهيرة
ترتفع عن سطح البحر حوالي 350م
أهم العائلات : عقيل، يوسف، حمود، حمزة، بشاروش، مسلماني، إسماعيل